# Jules Antoine Lissajous
Jules Antoine Lissajous (pronunciación en francés: /ʒyl ɑ̃twan lisaʒu/: [ʒyl ɑ̃twan lisaʒu]) (Versailles, Francia, 4 de marzo de 1822–Plombières-les-Bains, Francia], 24 de junio de 1880) fue un físico francés, que da nombre a la curva de Lissajous.

## Desarrollo
Entre otras innovaciones, Lissajous inventó el aparato de Lissajous, un dispositivo que crea las figuras que llevan su nombre. En él, un haz de luz es reflejado de un espejo sujeto a un diapasón que vibra y, reflejado en un segundo espejo sujeto a un diapasón vibrante orientado perpendicularmente (de una altura diferente, creando un intervalo armónico concreto), y en una pared, sobre la cual dibuja una figura de Lissajous. Esto llevó a la invención de otros aparatos, como el armonógrafo.

## Obras y publicaciones
- Sur la position des nœuds dans les lames qui vibrent transversalement et Des diverses méthodes eudiométriques employées à la détermination des principes constituants de l'atmosphère de l'air, et à la recherche des gaz qui s'y trouvent accidentellement mélangés, [Thèses de physique et de chimie], Impr. Bachelier (Paris), 1850, 35 p., Texte intégral.

- « Note sur l'élévation progressive du diapason des orchestres depuis Louis XIV jusqu'à nos jours », in: Bulletin de la société d'encouragement (Paris), 54e année, 2e série, t. II, Mai 1855, pp. 203-207, 25 cm.

- « Mémoire sur l’étude optique des mouvements vibratoires », in: Annales de Chimie et de Physique, Tome II, 1857.

- Rapport fait par M. Lissajous sur le grand orgue de Saint-Sulpice, à Paris, [reconstruit par M. Aristide Cavaillé-Coll ], Société d'encouragement pour l'industrie nationale fondée en 1801, Vve Bouchard-Huzard (Paris), 1865, disponible en Gallica.

- Notice historique sur la vie et les travaux de Léon Foucault (de l'Institut), impr. de C. Lahure (Paris), 1869, disponible en Gallica.

- «Exposition universelle de Vienne en 1873. Section française. Rapport sur les instruments de musique,». Europeana. Consultado el 9 de febrero de 2014.